# Piptostigma
Piptostigma is een geslacht uit de familie Annonaceae. De soorten uit het geslacht komen voor in tropisch West- en westelijk Centraal-Afrika.

## Soorten
- Piptostigma calophyllum Mildbr. & Diels
- Piptostigma fugax A.Chev. ex Hutch. & Dalziel
- Piptostigma glabrescens Oliv.
- Piptostigma goslineanum Ghogue, Sonké & Couvreur
- Piptostigma longepilosum Engl.
- Piptostigma macranthum Mildbr. & Diels
- Piptostigma macrophyllum Ghogue, Sonké & Couvreur
- Piptostigma mayndongtsaeanum Ghogue, Sonké & Couvreur
- Piptostigma mortehanii De Wild.
- Piptostigma multinervium Engl. & Diels
- Piptostigma oyemense Pellegr.
- Piptostigma pilosum Oliv.
- Piptostigma submontanum Ghogue, Sonké & Couvreur